# Ingvar Stadheim
Ingvar Stadheim (9 febbraio 1951) è un allenatore di calcio ed ex calciatore norvegese, di ruolo centrocampista.

## Biografia
È il padre di Anders Stadheim.

## Carriera

### Giocatore

#### Club
Stadheim giocò per il Sogndal dal 1968 al 1978. Giocò la finale di Coppa di Norvegia 1976 con questa squadra, perdendola per 2-1 contro il Brann.

### Allenatore
Stadheim diventò allenatore del Sogndal nel 1979 e ricoprì questo incarico fino all'anno seguente. Fu nuovamente tecnico della squadra dal 1983 al 1984. Nel 1986 fu allenatore del Kongsvinger. Fu poi commissario tecnico della Norvegia under 21 dal 1986 al 1988 e della Nazionale maggiore dal 1988 al 1990.